# Лутринг, Лучано
Лучано Лутринг (итал. Luciano Lutring; известен под кличками «Солист на автомате» «the machine-gun soloist» («il solista del mitra»)); 30 декабря 1937, Милан — 13 мая 2013, Вербания) — итальянский и французский грабитель. За свою карьеру ограбил более сотни французских и итальянских банков. Похищенное Лутрингом оценивается в 35 миллиардов лир. Арест Лучано был произведён в 1965 году во Франции. Суд приговорил Лучано Лутринга к 22 годам лишения свободы. В 1977 президентом страны Жоржем Помпиду был помилован и выпущен на свободу.
После освобождения занимался писательской деятельностью.
Автор автобиографического романа «Цыган», который в 1975 году был экранизирован режиссёром Жозе Джованни. Главную роль в фильме сыграл Ален Делон. В 1966 году Карло Лидзани снял фильм «Проснись и умри», основанный на событиях из жизни Лутринга, в котором роль Лутринга играл Роберт Хоффман.